# Castello di San Giorgio Piacentino
Il castello di San Giorgio Piacentino è una fortificazione situata nel centro dell'omonimo comune, in provincia di Piacenza. Il castello si trova non lontano dal corso del torrente Nure in aperta pianura Padana,

## Storia
Dopo che la necessità di fornire il centro di San Giorgio Piacentino, abitato sin dall'epoca romana, era emersa a seguito delle invasioni degli ungari avvenute nella prima parte del X secolo, nel 948 venne emesso da Lotario II d'Italia un diploma che permetteva ai canonici del duomo di Piacenza di costruire fortificazioni a difesa della pieve di San Giorgio. Il testo del diploma, che indica in dettaglio quali tipologie di fortificazioni erano concesse non indica, tuttavia, il luogo preciso dove procedere alla loro costruzione.
Nel 1090 il castello venne distrutto da parte dei membri della fazione dei populares che lo avevano assediato dopo che in esso si erano portati diversi nobili in fuga da Piacenza. Nel marzo 1242 venne distrutto nuovamente, questa volta da parte di milizie provenienti dal cremonese e dal bergamasco poste sotto la guida del marchese Lancia, a sua volta al servizio dell'imperatore Federico II di Svevia. Nel frattempo nella proprietà del castello il monastero di San Savino di Piacenza si era sostituito alla cattedrale. Nel XIII secolo, poi, i monaci alienarono il castello, insieme a diverse altre loro proprietà, in favore della famiglia Anguissola. Nel 1376 il castello venne citato come sotto il controllo di Paolo Anguissola e di alcuni suoi nipoti. Nel 1480 la proprietà del castello, insieme a quella della rocca di San Damiano, venne divisa tra Battista e Bernardo Anguissola, avvalendosi delle stime redatte da due mastri.
A partire dal 1610 la proprietà del castello fu oggetto di una disputa tra Ferrante, Bernardo, Lucia e Beatrice Anguissola; l'ultima delle quali, andata in moglie ad un membro della famiglia Scotti istituì un fedecommesso sulla sua porzione di proprietà. In virtù di questo atto nel 1630 il marchese Fabio Scotti di Castelbosco riuscì a vedere riconosciuta la propria proprietà su una porzione del castello e del fossato. Dopo la scomparsa del conte Cesare Albano Anguissola, che deteneva il feudo su San Giorgio, la Camera Ducale farnesiana avocò a sé la concessione nel 1635 per poi concederla al marchese Fabio Scotti due anni più tardi a seguito del pagamento di 24 000 lire. In questa occasione il marchese ottenne anche il titolo di conte di San Giorgio. Nel 1638 l'acquisizione del castello venne completata rilevando la porzione già appartenuta a Ferrante Anguissola dal suo genero.
A partire dal 1676 sorse una nuova disputa sul feudo tra Annibale, figlio di Fabio, e Antonio Maria Scotti, nipote di Fabio, il quale, in forza del fatto che il padre Luigi, a sua volta figlio del marchese Fabio, aveva contribuito in maniera decisiva all'acquisizione del feudo fornendo la metà della somma dovuta alla Camera Ducale, chiedeva il riconoscimento del proprio diritto sul feudo. Circa trent'anni dopo venne emessa una sentenza provvisoria che riconosceva i diritti di Antonio Maria, tuttavia la causa si protrasse ulteriormente fino all'epoca napoleonica.
Nel corso del XVIII secolo, mentre la porzione meridionale del maniero venne ceduta alla famiglia Porcelli, la parte occidentale del complesso venne trasformata dagli Scotti in dimora nobiliare e dotata di un giardino.
Nel 1799 il castello fu coinvolto in alcuni scontri che avvennero a margine della battaglia della Trebbia che videro i francesi, in ritirata da ovest, asserragliarsi nel forte per tentare di bloccare l'avanzata delle truppe austro-russe guidate dal generale Suvorov che alla fine ebbero la meglio, riconoscendo però gli onori militari agli sconfitti per l'eroicità della loro difesa.
Nel 1876 Sante Porcelli vendette la propria parte del castello al comune per 6 892 lire; questa porzione dell'edificio venne quindi designata ad ospitare le scuole ed alcuni uffici comunali. La porzione rimanente, comprata da Daniele Ceresa-Costa, venne ristrutturata d questi e dal figlio. Nel 1978 il comune procedette all'acquisto quando fu acquisita la restante parte dall'Istituto della Madonna della Bomba che ne era divenuto proprietario in seguito alla morte dell'ultima discendente della famiglia Ceresa, avvenuta nel 1973.
In seguito all'acquisizione il comune di San Giorgio avviò la ristrutturazione del complesso, che diventò sede, non solo degli uffici comunali, ma anche della locale biblioteca e sede di manifestazioni socio-culturali.

## Struttura
Il castello, edificato in pietra e mattoni, impiegati nella delimitazione di porte e finestre, presenta una struttura quadrangolare con cortile interno. L'edificio è dotato di un'unica alta torre quadrangolare posta sul fronte principale, vicino alla cui base si trova l'ingresso, che assume anche la funzione di separatore tra il corpo di fabbrica principale e la torre, in analogia con il castello di Vigolzone. Al di sopra dell'ingresso si trova un balconcino ligneo di forma ad L.
Nel corso del tempo ha subito molti rimaneggiamenti, soprattutto nel XVIII secolo, che ne hanno ingentilito l'aspetto e hanno comportato il riempimento del fossato e l'eliminazione del ponte levatoio, sostituito da un ponte in muratura. A seguito di queste modifiche il castello si trova composto da porzioni facilmente individuabili: i fronti meridionale, orientale e, in parte, settentrionale presentano due piani fuori terra, mentre quello occidentale e una porzione di quello settentrionale sono composti da tre piani.